# 青山乡 (大通回族土族自治县)
青山乡，是中华人民共和国青海省西宁市大通回族土族自治县下辖的一个乡镇级行政单位。

## 行政区划
青山乡下辖以下地区：
贺家庄村、作士图村、龙卧村、聂家沟村、利顺庄村、青山村、沙岱村、红泉村、沙尕图村、东山村、关巴村、多兰村、西山村、古娄马场村、西北岔村和生地乙卡村。